# Záborské
Záborské (původně Haršag, maď. Harság) jsou obec na Slovensku v okrese Prešov. V obci žije přibližně 1 100 obyvatel, rozloha katastrálního území činí 5,37 km².

## Poloha
Obec leží v Košické kotlině v údolí Záborského potoka. Část severní hranice území tvoří řeka Delňa. Mírně členěná pahorkatina má nadmořskou výšku v rozmezí 272 až 407 m n. m., střed obce je výšce 320 m n. m. Povrch je tvořen neogenními usazeninami a svahovými hlínami.
Obec sousedí s obcemi Prešov (část Solivar), Dulova Ves, Žehňa, Petrovany.

## Historie
První písemná zmínka o obci pochází z roku 1303, kde je nazývána jako Hasag později Harsagh, majetek zemana Peteja. Ve vsi byla kúria. Od roku 1424 až do roku 1787 ves náležela rodu Farkašů a pak rodu Zatureckých (do roku 1908).
V roce 1427 ves platila daň z 12 port. V roce 1787 žilo v 53 domech 414 obyvatel a v roce 1828 v 63 domech žilo 487 obyvatel. Obec byla součástí Uherska, od roku 1918 součástí Československa. Za první československé republiky se obec nazývala Haršak (1920), v letech 1927 až 1948 pak Haršag. V roce 1948 dostala obec současný název, tj. Záborské.
Hlavní obživou bylo zemědělství a ovocnářství.

## Památky
V obci se nachází:
- Zámek z roku 1614, který byl barokně upraven v roce 1741. Je kulturní památkou Slovenska.[9][10]

- Římskokatolický filiální kostel Nanebevzetí Panny Marie ze 14. století v roce 1841 upravený v klasicistním slohu.[11][7]

- Kaple svatého Jana Nepomuckého z počátku 19. století andezitovou náhrobní deskou šlechtického rodu Farkašů.[12]